# Lubicz Górny
Lubicz Górny – wieś w Polsce położona w województwie kujawsko-pomorskim, w powiecie toruńskim, w gminie Lubicz.
W latach 1975–1998 miejscowość administracyjnie należała do województwa toruńskiego.

## Szkolnictwo
W Lubiczu znajduje się Szkoła Podstawowa im. Tadeusza Kościuszki.

## Budynki
Zabudowa Lubicza Górnego to w większości bloki mieszkalne oraz domy jednorodzinne. W Lubiczu Górnym znajduje się kościół, szkoła podstawowa oraz publiczne przedszkole. Obok Placu Niepodległości znajduje się galeria handlowa, w której są sklepy takie jak: Pepco, Rossmann, Gzella.